# Palacio Piccolomini (Siena)
El palacio Piccolomini (también conocido como Palacio Todeschini Piccolomini) se encuentra en Siena, en vía Banchi di Sotto. Construido bajo diseño de Bernardo Rossellino para los banqueros Piccolomini, actualmente es sede del Archivo de Estado y del museo de tablillas de Biccherna.

## Historia
El palacio fue erigido por encargo de Giacomo y Andrea Piccolomini, sobrinos del papa Pío II. La construcción se llevó a cabo entre 1460 y 1495 bajo la dirección de Pietro Paolo Porrina, y recuerda a los palacios Medici Riccardi y Rucellai de Florencia y al palacio Piccolomini de Pienza. Las esculturas adicionales son obra de Antonio Federighi y Urbano da Cortona. El edificio fue comprado por el Banco de Italia en 1884 y reestructurado por Giuseppe Partini en 1887.
La fachada está dividida en pisos y coronada por una gran cornisa, y el escudo Piccolomini se reparte por toda ella. El primer piso fue decorado con frescos en el siglo XIX por Augusto Corbi. Actualmente es un museo y galería de arte contemporáneo. El palacio Piccolomini pertenece al centro histórico de Siena, declarado Patrimonio de la Humanidad por la Unesco en 1995.